# Hesperomeles
Hesperomeles es un género de plantas angiospermas pertenecientes a la familia Rosaceae.  Este género consta de 12 especies; 7 de ellas distribuidas en los Andes desde Venezuela hasta Bolivia. En el Ecuador están representadas 2 especies, Hesperomeles ferruginea (Pers.) Benth. y H. obtusifolia (Pers.) Lindl., que se encuentran los bosques andinos y subpáramos.

## Descripción
Los nombres comunes de estos árboles se derivan de la semejanza de sus frutos con las de una pequeña manzana. De ahí los nombres Guagra-manzana o Sacha manzano; también se lo conoce como Jalo, Pujín, Quiqui, Xerote. En el Ecuador (2500 - 2800 m s. n. m.) se ha observado que el pico de fructificación sucede al final de la primera estación lluviosa entre los meses de junio y julio. Muchas de sus especies son muy apreciadas por la calidad de su madera y por el dulce gusto de sus frutos, algunas comunidades ecuatorianas aún los utilizan para preparar colada morada y mermeladas. En la Cuenca del Río Paute la regeneración natural de H. ferruginea y H. obustifolia es bastante frecuente dando a estas especies un gran potencial para la restauración de paisajes.

## Taxonomía
Hesperomeles fue descrito por John Lindley y publicado en Edwards's Botanical Register , ad t. 1956, en el año 1837. La especie tipo es: Hesperomeles cordata (Lindl.) Lindl.

## Especies seleccionadas
- Hesperomeles chiriquensis Woodson
- Hesperomeles cordata (Lindl.) Lindl.
- Hesperomeles cuneata Lindl.
- Hesperomeles escalloniifolia (Schltdl.) C.K.Schneid.
- Hesperomeles ferruginea (Pers) Benth.
- Hesperomeles obtusifolia (Pers) Lindl.
- Hesperomeles fieldii J.F.Macbr.
- Hesperomeles gayana (Decne.) J.F.Macbr.
- Hesperomeles lanuginosa Ruiz & Pavón ex Hook.